# Jennifer Kim

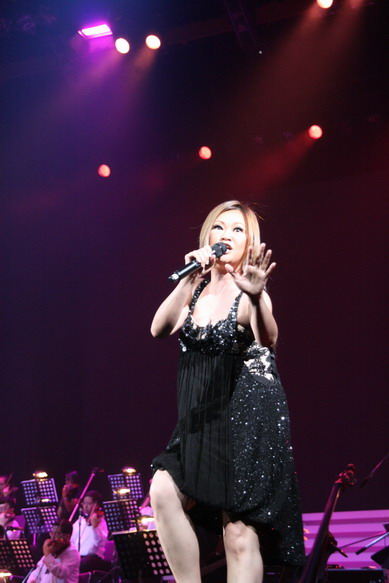
Jennifer Kim

Jennifer Kim (thailändisch เจนนิเฟอร์ คิ้ม; eigentlich Pornparn “Kai” Chunhachai; * 4. April 1968), auch bekannt als Diva Thailand, ist eine thailändische Sängerin. Geboren als Tochter eines chinesischen Vaters und einer Mutter aus dem Isan, begann sie sich früh für die Musik und den Gesang zu begeistern. Sie absolvierte die Srinakharinwirot-Universität und zählt zu den berühmten Musikern der thailändischen Sprache. Sie saß in der Jury der Talentshow The Voice Thailand auf Kanal 3 und spielte neben Pachara Chirathivat in der Filmkomödie Bike Man (2018).